# 청솔중학교
청솔중학교(청솔中學校)는 대한민국 경기도 성남시 분당구 금곡동에 있었던 공립 중학교이다.

## 학교 연혁
- 1995.01.13 금곡중학교 설립 인가
- 1995.03.01 본관 3층 건물 준공
- 1995.03.01 초대 조남옥 교장 취임
- 1995.03.02 개교 및 제1회 입학식(5학급, 159명)
- 1996.01.13 청솔중학교로 교명 변경
- 1996.12.31 4, 5층 건물 증축 완공
- 1997.01.01 학급 증설 인가(26학급)
- 1997.11.17 제2대 구선환 교장 취임
- 1998.01.01 학급 증설 인가(30학급)
- 1999.01.01 학급 증설 인가(일반 33학급 및 특수 1학급 신설)
- 2000.02.09 36학급 인가(일반학급 35, 특수학급 1)
- 2000.09.01 제3대 이광복 교장 취임
- 2000.10.18 학교 급식소 준공
- 2001.03.02 신입생 입학식(37학급, 553명)
- 2004.03.02 신입생 입학식(474명)
- 2004.09.01 제4대 이천기 교장 취임
- 2005.03.02 신입생 입학식(326명)
- 2007.09.01 제5대 김성국 교장 취임
- 2008.03.03 신입생 입학식(224명)
- 2010.03.01 자율학교 지정.운영
- 2010.03.01 선진형(A형) 교과교실제 지정.운영
- 2010.03.02 신입생 입학식(198명)
- 2010.09.01 혁신학교지정.운영
- 2011.03.01 학급 증설 인가(일반학급 21, 특수학급 1)
- 2011.03.02 신입생 입학식(150명)
- 2011.09.01 제6대 박문례 교장 취임
- 2012.02.15 제17회 졸업식(203명, 누계 6,310명)
- 2012.03.02 신입생 입학식(120명)
- 2013.02.07 제18회 졸업식(202명, 누계 6,512명)
- 2013.03.04 신입생 입학식(113명)
- 2014.02.11 제19회 졸업식(142명, 총 누계 6659명)
- 2014.03.03 신입생 입학식(66명)
- 2015.02.12 제20회 졸업식(112명, 총 누계 6,771명)
- 2015.03.02 신입생 입학식(55명)
- 2015.09.01 제7대 김선희 교장선생님 취임
- 2016.01.07 제21회 졸업식(108명,총 누계 6,879명)
- 2016.03.02 신입생 입학식(56명)
- 2017.01.10 제22회 졸업식(63명, 총 누계 6,942명)
- 2017.03.02 신입생 입학식(39명)
- 2018.02.07 제23회 졸업식(59명, 총 누계 6,996명)
- 2018.03.02 신입생 입학식(26명)
- 2019.02.01 제24회 졸업식(54명, 총 누계 7,050명)
- 2019.03.04 신입생 입학식(29명)
- 2019.09.01 제8대 황인걸 교장선생님 취임
- 2020.01.07 제25회 졸업식(38명, 총 누계 7,088명)
- 2020.03.02 신입생 입학(35명)
- 2021.01.13 제26회 졸업식(23명, 총 누계 7,111명)
- 2021.03.02 신입생 입학(40명)
- 2021.09.01 제9대 박순석 교장선생님 취임
- 2022.01.04 제27회 졸업식(31명, 총 누계 7,142명)
- 2022.03.02 신입생 입학(15명)
- 2022.12.16 제28회 졸업식(29명, 총 누계 7,171명)
- 2023.03.02 신입생 입학(10명)
- 2024.01.05 제29회 졸업식(38명, 총 누계 7,209명)
- 2024.03.04 신입생 입학(19명)
- 2024.09.01 제10대 송미화 교장선생님 취임
- 2025.02.28 30년만에 폐교[2]

## 참고 자료
- 청솔중학교 - 한국교육학술정보원 학교알리미